# Стадион Рохонци ут
Стадион Рохонци ут (мађ. Rohonci út), је стадион у Сомбатхељу, Мађарска. Стадион отворен 1923. године, са капацитетом од 9.500 места, служи као домаћи терен ФК Сомбатхељу. Овај стадион је срушен 2016. године и замењен новим Стадион Халадаш Шпорткомплексум

## Историјат клуба

### Рушење
Седишта су уклоњена 19. јануара 2016. године. Нека седишта су продана навијачима док су остала поклоњена мањим клубовима у Ваш жупанији.
Стари рефлектори су уклоњени 29. фебруара.

## Галерија
- Старе трибине (срушене 2016)
- Поглед са трибине (срушене 2016)
- Гостујућа трибина (срушене 2016)
- Главна трибина(срушене 2016)
- Спортска хала (срушене 2016)
- Улаз у стадион (срушене 2016)